# 난부 도시타카

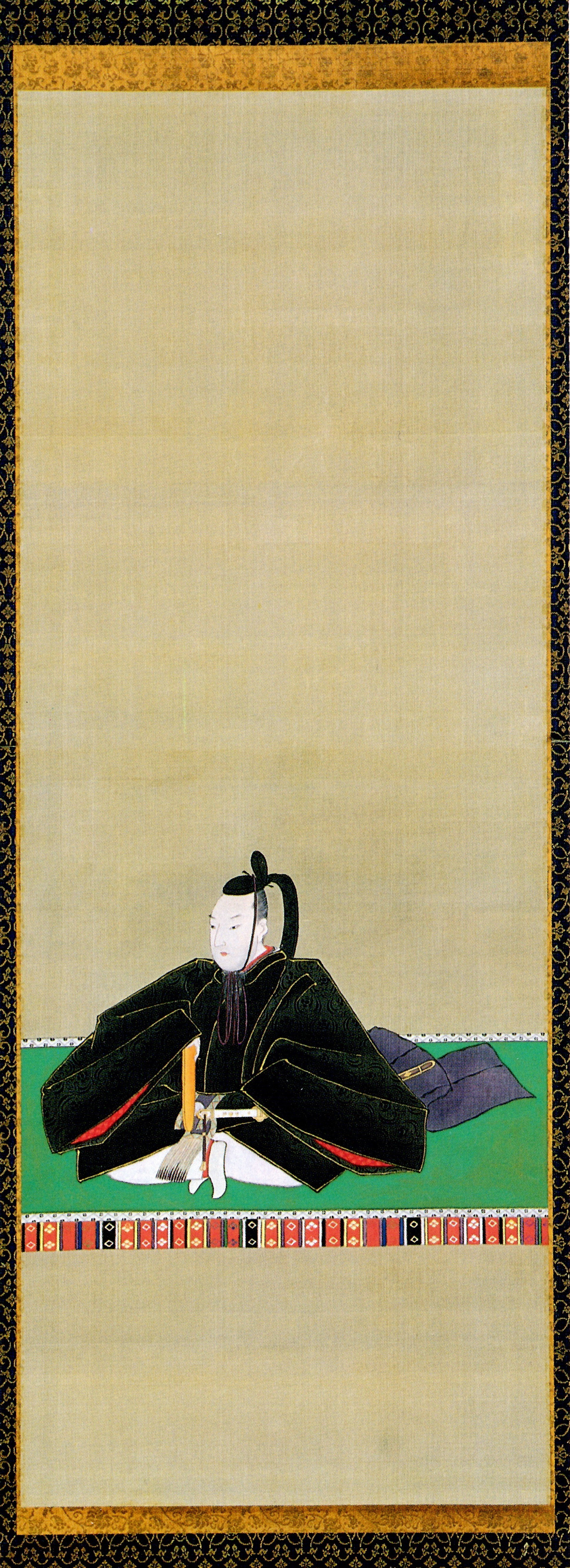
난부 도시타카 초상화

난부 도시타카(일본어: 南部利敬, 1782년 11월 4일 ~ 1820년 7월 12일)는 모리오카번의 10대 번주이다. 태어난 해는 1779년이라고도 한다. 관위는 종4위하, 다이젠노다이부(大膳大夫)이다.
9대 번주 난부 도시마사의 둘째 아들로 태어났다. 1784년, 아버지가 사망하면서 번주 자리에 올랐다. 에조치 경비의 공적으로 관위를 승급시키고자 노력하였고, 1804년에 4품으로 승진하였다. 이듬해, 히로사키번주 쓰가루 야스치카가 4만 6천 석에서 7만 석으로 고쿠다카를 재평가받자, 1808년, 에조치 영구 경비를 약속하고 20만 석으로 영지를 늘렸다. 하지만 그와 동시에 히로사키 번 영지도 10만 석으로 증가하였다. 이러한 가격 승급, 영지 확대 경쟁은 자존심 다툼이 되어 소마 다이사쿠 사건의 원인으로 작용하였다. 같은 해, 법령집 『분카리쓰(文化律)』를 편찬하였다. 1819년, 하타모토 난부 노부치카에게 5천 석을 추가하여 1만 1천 석의 다이묘로 삼아 지번 모리오카 신덴 번을 세웠다. 1820년, 39세의 나이로 사망하였으나, 자식이 없어 양자 도시모치가 그 뒤를 이었다.